# История Евразии

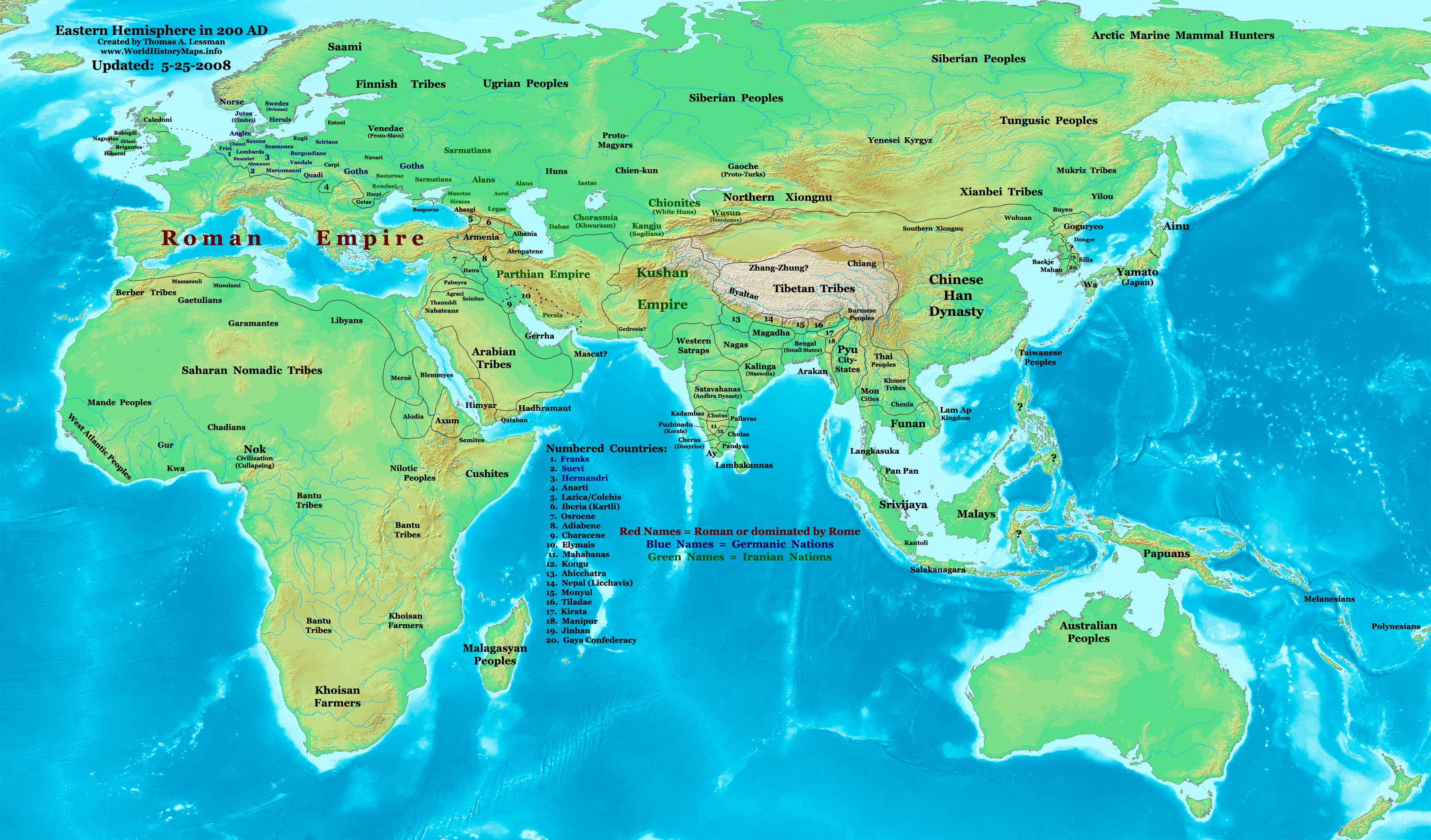
Евразия около 200 года н. э.

История Евразии — это общая часть истории континента с несколькими различными регионами: Ближним Востоком, Южной Азией, Восточной Азией, Юго-Восточной Азией и Европой. Географически расположенная на отдельном континенте, Северная Африка исторически была интегрирована в евразийскую историю. Начиная с раннего периода Великого шелкового пути Евразийский взгляд на историю стремится установить генетические, культурные и языковые связи между европейскими, африканскими и азиатскими культурами древности.

## История по периодам

### Доисторический период
Европа оставалась незаселённой людьми довольно долго. В России в местонахождении Ливенцовка в Ростове-на-Дону была обнаружена кость верблюда со следами рубки и пиления-резания каменным орудием, которая датируется финалом среднего виллафранка (2,1–1,97 млн л. н.). На Таманском полуострове известно несколько раннепалеолитических стоянок, древнейшей из которых является стоянка Кермек (2,1—1,8 млн лет назад). Целый ряд раннепалеолитических стоянок открыт в Дагестане (Айникаб, Гегалашур, Мухкай).
На юго-восточной окраине региона, в Грузии (Дманиси), были найдены останки древнейших вне Африки людей, живших 1,8 млн лет назад и принадлежащих к форме, переходной между человеком умелым (Homo habilis) и человеком прямоходящим (Homo erectus) (см. дманисийский гоминид).
На стоянке Богатыри/Синяя балка (Таманский полуостров) в черепе жившего 1,5—1,2 млн л. н. кавказского эласмотерия найдено пиковидное орудие из окварцованного доломита. 
Олдован Молдавии датируется возрастом 1,2—1 млн лет.
Homo antecessor из Атапуэрки (Испания) существовал в период от 1,2 млн до 800 тыс. лет назад.
На острове Флорес 700 тыс. лет назад обитал карликовый вид людей, сходный с видом Homo floresiensis, вымершим 60—100 тыс. лет назад.
Homo cepranensis обитал на Апеннинском полуострове 450 000 лет назад.
Существуют версии о том, что первые гоминиды пришли в Европу из Индии. Но наиболее вероятной является гипотеза о приходе гоминидов в Европу из Африки через Переднюю Азию. Есть предположение, что это произошло в середине виллафранкского времени. 
Первые люди, заселившие Западную Евразию в раннем плейстоцене, производили индустрию олдувайского типа (Mode 1). Начало экспансии в Западную Евразию африканских традиций производства ашельских орудий (Mode 2) датируется рубежом раннего и среднего плейстоцена и связывается с миграцией новой популяции гоминид Homo heidelbergensis из Африки. На значительной территории в Центральной и Восточной Европе традиция производства чопперов-нуклеусов, отщепов и мелких орудий на отщепах, определяемая как премустьерский комплекс, сохраняется до конца среднего плейстоцена и исчезает с появлением неандертальцев среднего палеолита.
Останки архантропа найдены в Вертешсёлёш (Венгрия), под Гейдельбергом (Германия) и в Петралоне. Их датируют периодом 360—340 тыс. лет назад. Находки из Свонскомба (Англия) и Штайнхайма (Германия) относят к 225 тыс. лет назад, а череп из Араго (Франция) — к 150—200 тыс. лет назад.
Кости предполагаемых «ранних современных Homo sapiens» (EMHS) из пещеры Мислия (Misliya Cave) на горе Кармель датируются возрастом 194—177 тыс. лет назад. Находки предполагаемых сапиенсов из китайской пещеры Чжижэнь датируются возрастом от 116 до 106 тыс. лет назад.
Денисовский человек жил в Денисовой пещере от 130 до 73 тыс. л. н., в тибетской пещере Байшия (Китай) — приблизительно 160 тыс. лет назад.
Усть-ишимский человек из России датируется возрастом 45 тыс. лет, также как и сопкаргинский мамонт с Таймыра, на скуловой кости которого учёные выявили повреждение от тяжёлого копья. Самое раннее появление людей современного физического типа в Европе, известное на настоящий момент, датируется 45 тыс. л. н., а 43 тысяч лет назад, вероятно, окончательно исчез неандерталец.
Известны постоянные поселения 7 тысячелетия до н. э. в Болгарии, Румынии и Греции.

### Древний мир
Дре́вний мир — период в истории человечества, выделяемый между доисторическим периодом и началом средних веков в Европе. В других регионах временные границы древности могут отличаться от европейских. Например, концом древнего периода в Китае иногда считают появление империи Цинь, в Индии — империи Чола. Продолжительность письменного периода истории составляет примерно 5—5,5 тыс. лет, начиная от появления клинописи у шумеров. Термин «классическая древность» (или античность) обычно относится к греческой и римской истории, которая начинается от первой Олимпиады (776 г. до н. э.). Эта дата почти совпадает с традиционной датой основания Рима (753 г. до н. э.). Датой окончания европейской древней истории обычно считают год падения Западной Римской империи (476 г. н. э.), а иногда — дату смерти императора Юстиниана I (565 г.), появления ислама (622 г.) или начало правления императора Карла Великого.

### Средние века
Европа
- 451 - битва на Каталаунский полях.
- 732 - битва при Пуатье
- 800 - коронация Карла Великого императором франков
- 962 - коронация Оттона Великого императором Священной Римской Империи
- 1054 - великая схизма
- 1204 - взятие Константинополя крестоносцами

Ближний Восток
- 325 - Первый Никейский собор.
- 330 - перенесение столицы Римской империи в Константинополь
- 602 - 628 - Ирано-византийская война
- 633 - 652 - арабы завоевали Сасанидский Иран. Арабские завоевания.
- 1099 - взятие Иерусалима крестоносцами
- 1206 - 1368 - Монгольская империя

### Новое время
- 1492 - открытие Америки
- 1517 - Реформация в Европе
- 1618 - 1648 - Тридцатилетняя война
- 1789 - Великая Французская революция

### Новейшая история
- 1914 - 1918 - Первая Мировая война
- 1939 - 1945 - Вторая Мировая война
- В феврале—марте 1979 года произошла китайско-вьетнамская война — первая в истории война между социалистическими странами[29]